# Chlorops rondanii
Chlorops rondanii är en tvåvingeart som först beskrevs av Costa 1854.  Chlorops rondanii ingår i släktet Chlorops och familjen fritflugor.
Artens utbredningsområde är Italien. Inga underarter finns listade i Catalogue of Life.